# Simulium decimatum
Simulium decimatum är en tvåvingeart som beskrevs av Dorogostaisky och Vlasenko 1935. Simulium decimatum ingår i släktet Simulium och familjen knott. Inga underarter finns listade i Catalogue of Life.